# Marvin Gaye

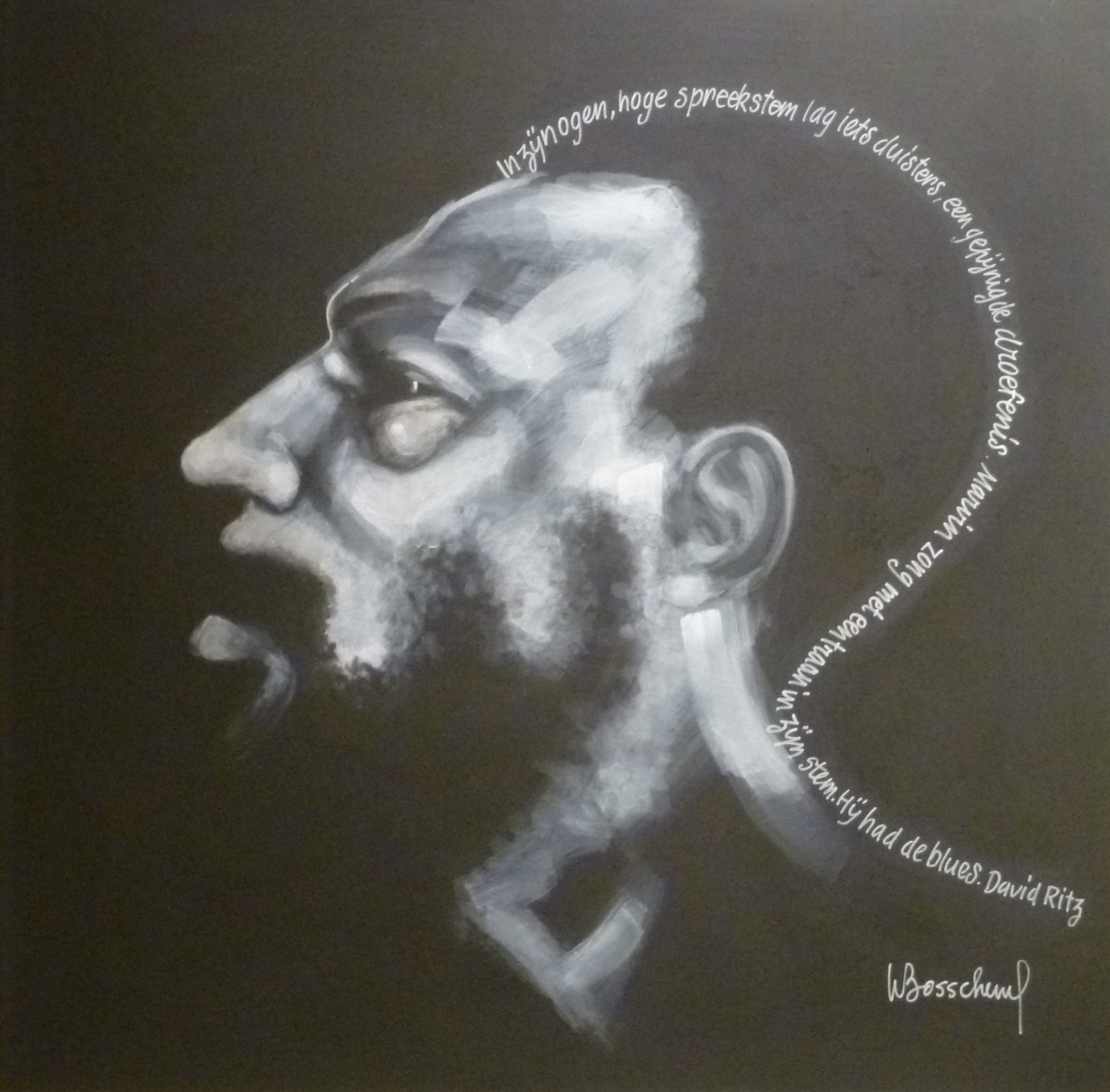
Marvin Gaye av den belgiske målaren Willy Bosschem.

Marvin Pentz Gay Jr., känd under sitt artistnamn Marvin Gaye, född 2 april 1939 i Washington D.C., död 1 april 1984 i Los Angeles, var en amerikansk sångare som förknippas med skivbolaget Motown och dess speciella sound. Han brukar även kallas för "The Prince of Motown" och "Prince of Soul".

## Biografi

### Uppväxt
Marvin Gay var ett av fyra syskon i familjen Gay. Hans far var ledare för en konservativ kristen förening, House of God. I och med detta började han sjunga i kyrkokören och fick snart sin plats som solist. När han blev äldre blev musiken en tillflykt från det strikta hemmet. Marvin skulle under hela sitt liv bli hatad av sin far och Marvin hatade sin far likaså. Efter att han gått ut skolan och en tid varit i det militära började Gaye spela in skivor tillsammans med lokala musikgrupper i Washington D.C..

### 1950- och 1960-talet
Efternamnet ändrades från Gay till Gaye, ett artistnamn inspirerat av hans stora idol Sam Cooke som också satte ett "e" på slutet av efternamnet. Möjligtvis hade det också att göra med betydelsen av det engelska ordet "gay" – homosexuell i en tid då homosexualitet betraktades som något onormalt. I slutet av 1950-talet ingick Gaye i den då framgångsrika doo wop-gruppen The Moonglows. I början av 1960-talet upptäckte producenten Berry Gordy honom och såg till att han fick kontrakt med Motown år 1961. I och med detta träffade Gaye Berrys syster Anna Gordy som han gifte sig med senare samma år.
Gayes hits blev större ju närmare mitten på 1960-talet man kom, och duetten "It Takes Two" tillsammans med Kim Weston som kom ut år 1965 blev en storsäljare. År 1967 kollapsade Gayes duettsångerska Tammi Terrell mitt under en konsert. Det visade sig senare bero på en hjärntumör. Med Terrell spelade Gaye in storsäljaren "Ain't No Mountain High Enough".

### 1970-talet
Efter Tammi Terrells död började Gaye dra upp planer för en soloskiva på Motown. Starkt missnöjd med den budskapslösa musik som Motown släppte ville han istället göra en skiva som tog ställning emot USA:s krig i Vietnam, och mot segregeringen och fattigdomen i de svarta ghettona, en idé som knappast var omtyckt av Berry Gordy och Motown. Gaye fick efter mycket bråk slutligen spela in sitt politiska album som fick namnet What's Going On. Skivan blev en omedelbar succé och kallades av både musikkritiker och publik för ett mästerverk. Albumet räknas som en av pop-historiens bästa och mest inflytelserikaste och levererade flera hits som "What's Going On", "Mercy, Mercy Me (The Ecology)" och "Innercity Blues (Makes Me Wanna Holler)".
Gayes efterföljande skiva skulle komma att bli en helomvändning. Medan What's Going On var en ljudbild för demonstranter ute på gatan var Let's Get It On en ljudbild för älskande par i sängen. En skiva fylld av lust och åtrå som blev en omedelbar hit genom första singeln "Let's Get It On". Även denna skiva skulle bli oerhört inflytelserik under de kommande decennierna för sitt banbrytande, konceptfulla innehåll.
Under resten av 1970-talet skulle dock de kommersiella framgångarna avta sakta men säkert, varje skiva blev mindre och mindre lyckad enligt musikjounalisterna. I efterhand har det dock visat sig att dessa album som kom under 1970-talets andra halva och i 1980-talets början mer än väl kunde mäta sig med Gayes andra mästerverk. 1976 släppte Gaye albumet I Want You och 1978 kom sedan hans album Here, My Dear där en del av inkomsterna från skivan var menade att gå till Anna Gordy som en del i uppgörelsen vid deras skilsmässa. Hela skivan gjorde Gaye som en hyllning till och bearbetning av förhållandet med Anna Gordy. 1981 släpptes albumet In Our Lifetime som kom att bli hans sista på Motown. Här tog Gaye upp allt från egna grubblerier till världens undergång. 
I denna avtagande framgångssaga började Gaye allt mer missbruka droger och sex. Hans fruar och älskarinnor har vittnat om att han missbrukade porrfilmer, klädde sig i kvinnokläder och gillade att förnedra sin partner i sängen. Han gifte sig två gånger under 1970-talet, efter skilsmässan från Anna också med Janis Hunter.

### De sista åren
Vid 1980-talets början var karriären i botten och så även ekonomin. I drogträsket var Gaye oförmögen att finna inspiration till att skriva fler hits och ville lägga ner sin musikkarriär. Istället flyttade han till Belgien där han av och till fortsatte missbruka droger. Myten säger att en journalist som intervjuade Gaye skall ha sagt till honom att han behövde bli sexuellt helad, vilket födde idén till låten som skulle återställa Gayes karriär. Han spelade in låten "Sexual Healing" och skivbolaget Columbia blev så imponerade att man snabbt släppte låten vilket ledde till att man stressade fram albumet, Midnight Love. Albumet och singeln "Sexual Healing" blev en dundersuccé och Gaye var återigen på topp.

### Död
Under tiden som karriären åter var i topp hade Gaye flyttat från Schweiz in hos sina föräldrar i deras hem i Los Angeles där hans relation med sin far började nå botten. Ett bråk mellan hans mor och far den 1 april 1984 ledde till att Gaye tog modern i försvar mot sin bråkiga far, ett slagsmål utbröt och ledde till att Gaye av misstag slog ner sin far. Fadern gick då iväg och hämtade en pistol, som han hade fått av sonen i självförsvarssyfte fyra månader tidigare, och sköt ihjäl sin son.
Marvin Gaye, som skulle ha fyllt 45 år dagen efter sin död, räknas idag som en av soulens största ikoner genom tiderna i konkurrens med Sam Cooke, James Brown och Ray Charles.

## Diskografi
- 1961 – The Soulful Moods of Marvin Gaye
- 1963 – That Stubborn Kinda Fellow
- 1963 – On Stage Recorded Live
- 1964 – When I'm Alone I Cry
- 1964 – Together (med Mary Wells)
- 1964 – Hello Broadway
- 1965 – How Sweet It Is to Be Loved by You
- 1965 – A Tribute to the Great Nat King Cole
- 1966 – Moods of Marvin Gaye
- 1966 – Take Two (med Kim Weston)
- 1967 – United (med Tammi Terrell)
- 1968 – You're All I Need (med Tammi Terrell)
- 1968 – I Heard It Through the Grapevine!
- 1969 – M.P.G.
- 1969 – Easy (med Tammi Terrell)
- 1970 – That's the Way Love Is
- 1971 – What's Going On
- 1972 – Trouble Man
- 1973 – Let's Get It On
- 1973 – Diana & Marvin (med Diana Ross)
- 1974 – Live!
- 1976 – I Want You
- 1977 – Live at the London Palladium
- 1978 – Here, My Dear
- 1981 – In Our Lifetime
- 1982 – Midnight Love
- 1985 – Dream of a Lifetime (postumt)
- 1985 – Romantically Yours (postumt)